# ランセット
『ランセット』（英語: The Lancet）は、週刊で刊行される査読制の医学雑誌である。同誌は世界で最もよく知られ、最も評価の高い世界五大医学雑誌の一つであり、編集室をロンドンとニューヨーク市に持つ。
『ランセット』は世界中にかなりの数の読者を持ち、最も高いインパクトファクターを有する。ことに同誌のウェブサイトTheLancet.comにおいては、1996年の立ち上げ以来180万人以上の登録ユーザーを集めている。『ランセット』は、原著論文、レビュー（"seminars" と "reviews"）、論説、書評、通信に加え、特集ニュースや症例報告を刊行している。
『ランセット』は、『ニューイングランド・ジャーナル・オブ・メディシン』 (NEJM)、『ジャーナル・オブ・ジ・アメリカン・メディカル・アソシエーション』 (JAMA)、『ブリティッシュ・メディカル・ジャーナル』 (BMJ)と並ぶ、"主要な"一般医学雑誌のひとつと見做されている。2022年のジャーナル・サイテーション・レポートでは、一般医学雑誌のなかで『ランセット』のインパクトファクターは202.731であり、『ニューイングランド・ジャーナル・オブ・メディシン』（176.079）を抑え1位となり、世界トップジャーナルに位置づけられた。

## 歴史
『ランセット』は、1823年にイギリスの外科医トーマス・ウェイクリーによって創刊された。誌名をつけたのは彼で、手術用メスの一種であるランセット、および、光を取り入れるを含意するランセット窓にちなんだものである。1991年以来、『ランセット』はレレックス・グループの一部であるエルゼビアに所有されている。2008年の時点で編集長はリチャード・ホートンである。
『ランセット』はいくつかの重要な医学的および非医学的事項に関して、政治的な立場を採ったことがある。近年の例では、ホメオパシーの効能が治療の選択肢になりうるという世界保健機構の主張を否定し、この件で世界保健機構を批判したこと、Reed Exhibitionsが軍需産業祭を主催した時点の不支持、そして2003年に、タバコを違法にする呼びかけがある。

## 関連雑誌
『ランセット』はこれまでに4種の専門雑誌を生み出している。いずれの誌名にも母体の『ランセット』の名称が含まれている。原著論文とレビューを掲載する『The Lancet Neurology』（神経学）、『The Lancet Oncology』（腫瘍学）の『ランセット・サイカイアトリー』（精神医学）の3誌と、レビューを掲載する『The Lancet Infectious Diseases』（感染症）である。いずれの雑誌も、各専門分野で重要な雑誌であるとのかなり高い評価を得ている。『The Lancet Neurology』『The Lancet Oncology』『The Lancet Psychiatry』『The Lancet Infectious Disease』のインパクトファクターはそれぞれ、59.935、54.433、64.3、71.421である。

## 巻号のつけ直し
1990年より以前は、『ランセット』の巻号は毎年リセットされていた。一月から六月までに刊行されたものは第1巻、残りは第2巻とされていた。1990年に、『ランセット』は年間2巻の発行となる連続巻号数方式に変更した。巻の号数は1990年以前にもさかのぼって割り振られ、1990年の前半の巻が335巻、1989年の後半の巻が334巻とされた。Science Directの目次リストの表はこの新しい巻号数表記を用いている。

## 議論の的となった記事
『ランセット』は、1998年2月28日に『Ileal-lymphoid-nodular hyperplasia, non-specific colitis, and pervasive developmental disorder in children』の表題で、新三種混合ワクチンと自閉症との関係がある論文を掲載したとき、ワクチン研究者や医師から、激しい批判に晒された。2004年3月6日に『ランセット』は、論文の一部撤回を発表した (Lancet 2004;363:750) 。
編集長のリチャード・ホートンは、同文書について、著者の一人のアンドリュー・ウェイクフィールドが、『ランセット』に開示していなかった重大な利益相反（conflict of interest）があったために、「致命的な利益相反」があったと正式に言明した。そして2010年2月2日に「科学における不正行為」として、論文全体を正式に撤回・抹消した。
『ランセット』は2004年に、イラク戦争におけるイラク人の死者数をおよそ10万人とする見解を出して議論を呼び起こした。2006年には、同じチームによる追跡研究によって、イラクの戦争での死者数が先行の調査と矛盾しないだけでなく、調査の期間中に顕著に増加したという示唆がなされた。2度目の調査では、戦争の結果として65万4,965人のイラク人の死者が出たことが推定された。95%信頼区間は39万2,979人から94万2,636人の間であった。1,849世帯の1万2,801人が調査対象になった。
2006年1月には、2005年10月に『ランセット』で刊行されたノルウェーの癌研究者ヨン・スドベと13人の共著者による記事で、データが偽造されていたことが明るみに出た。
他の学術雑誌でも、『ランセット』での論文撤回に倣い、いくつかの論文が撤回された。『ニューイングランド・ジャーナル・オブ・メディシン』誌では、1週間も経たないうちに、同誌で発行された同じ著者による研究論文に関する編集部の見解記事を掲載し、2006年11月には、このノルウェーの研究者による口腔がんの記事2本を撤回した。
2009年の論説で、教皇ベネディクト16世がエイズの予防に関して、純潔についてのカトリック教会の教義を推し進めるために、コンドームに関する学術的根拠を公的に歪曲していたことが告発された。ローマ教皇庁では、コンドームがエイズの危機を解決するのに十分たりえないかもしれないことを実証した、2000年のランセットの記事を示すことで自己弁護した。

## メディアへの登場
1974年のメル・ブルックスのコメディ『ヤング・フランケンシュタイン』では、ジーン・ワイルダー演ずるフレデリック・フランケンシュタイン博士が列車に乗って『ランセット』を読んでいるシーンがある。シャーロック・ホームズものの一話『白面の兵士』でも、19世紀末を代表する医学雑誌としてホームズが言及する。